# هیده‌فومی کیمورا
هیده‌فومی کیمورا (انگلیسی: Hidefumi Kimura؛ زادهٔ ۱۲ مارس ۱۹۶۵) فیلم‌نامه‌نویس، مانگاکا، و پویانما اهل ژاپن است.